# دستگاه فروش

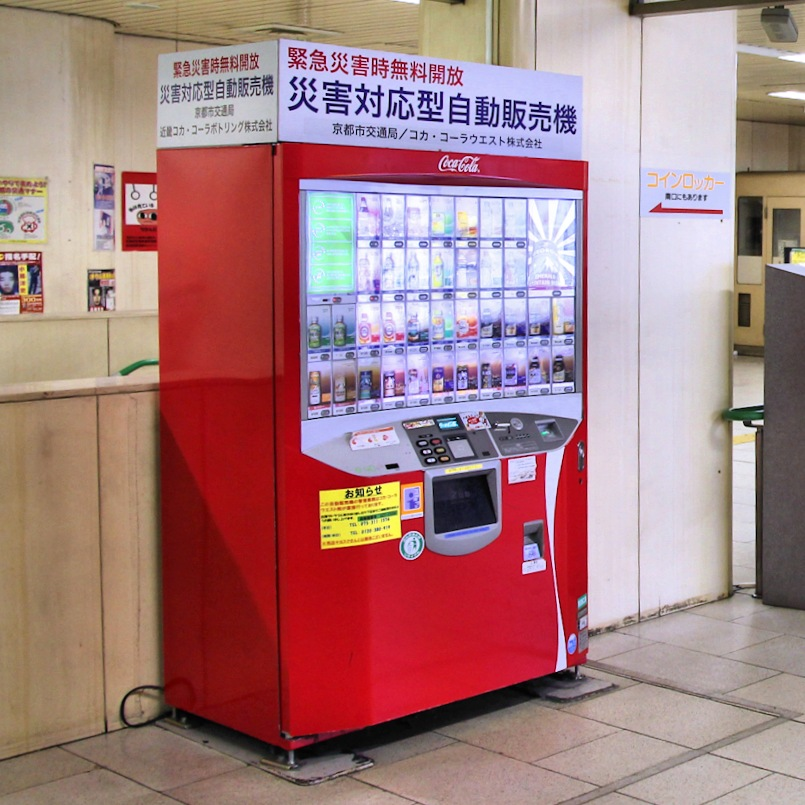
یک دستگاه فروش در متروی کیوتو، ژاپن

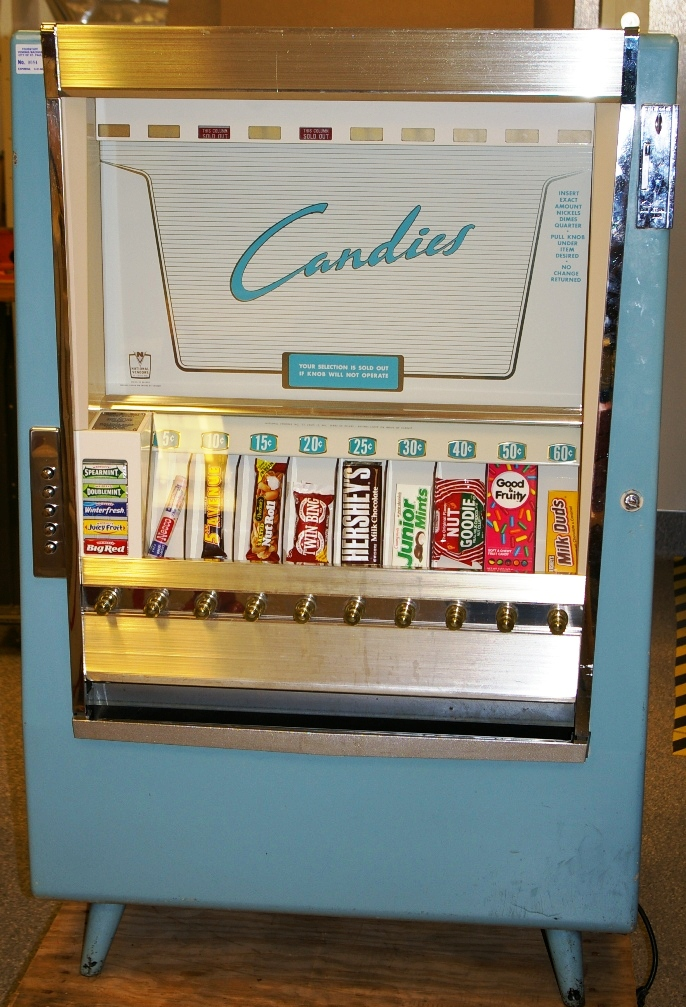
یک دستگاه فروش خدمات‌دهنده ساخته شده در سال ۱۹۵۲

دستگاه فروش (به انگلیسی: Vending machine) دستگاهی است که در ازای دریافت پول یا اعتبار کالاهایی مانند خوراکی، نوشیدنی، اسباب بازی، سیگار، بستنی، آبمیوه، تنقلات، سرنگ، بلیت بخت‌آزمایی یا کتاب را به‌صورت خودکار به مشتری می‌دهد. در مقایسه با فروشگاه‌های سنتی که توسط انسان اداره می‌شوند، نیاز نداشتن به نیروی انسانی و دسترسی ۲۴ ساعته از مزایای استفاده از این دستگاه‌ها، قطع برق، امکان خراب شدن، تمام‌شدن محصولات در زمان نامناسب، و یا سرقت از معایب آن است.

## تاریخچه
اولین منبع مستند دربارهٔ دستگاه فروش خدمات‌دهنده مربوط به اختراع هرون اسکندرانی مهندس و ریاضی‌دان سده ۱ (میلادی) است. دستگاهی که او ساخته بود، عملکرد ساده‌ای داشت. این دستگاه سکه می‌گرفت و آب مقدس می‌داد. در این دستگاه، وقتی سکه وارد می‌شد، روی یک بشقابک می‌افتاد که به اهرمی متصل بود. اهرم شیری را باز می‌کرد که باعث روان شدن آب به بیرون از دستگاه می‌شد. بر اثر وزن سکه بشقابک چند لحظه در حالت مایل قرار می‌گرفت تا اینکه سکه به پایین می‌افتاد و در این زمان نیروی عکس‌العمل موجب هل دادن اهرم به بالا و در نتیجه، بسته شدن شیر آب می‌شد.
دستگاه‌های سکه‌ای که تنباکو تحویل می‌دادند نیز در سال ۱۶۱۵ در انگلستان راه اندازی شدند. این دستگاه قابل جابجایی بود و از برنج (آلیاژ) ساخته شده بود. ریچارد چارلی، کتاب‌جوک‌باکس انگلیسی در سال ۱۸۲۲ ماشین خودکاری برای فروش روزنامه طراحی و ابداع کرد. سایمون دنهام نیز در سال ۱۸۶۷ موفق به ثبت اختراعی برای دستگاه فروشنده تمبر کاملاً خودکار شد.
هوش مصنوعی (AI) و یادگیری ماشین دو ابزار جدید و فوق‌العاده برای تحول صنعت دستگاه‌های فروش و فروشگاه‌های هوشمند هستند. این فناوری‌ها می‌توانند مدیریت موجودی را بهینه و ترجیحات مصرف‌کننده را پیش‌بینی کنند و تجزیه و تحلیل داده‌ها را در لحظه، برای تصمیم‌گیری بهتر انجام دهند. الگوریتم‌های مبتنی بر هوش مصنوعی همچنین می‌توانند شخصی‌سازی و تلاش‌های بازاریابی هدفمند را سامان داده و تجربه کلی مشتری را افزایش دهند.

## کاربرد
دستگاه فروش نوعی دستگاه ارائه دهنده خدمات است که به‌طور خودکار مواد غذایی و لوازم مورد نیاز مشتری را در ازای دریافت پول تهیه می‌کند. دستگاه فروش برای فروش اقلام مختلف مانند بستنی، آب، پیتزا، غذا، بلیط، کتاب، روزنامه، سیگار، قهوه و کاپوچینو استفاده می‌شود.

## انواع معمول دستگاه فروش
دستگاه‌های فروش برحسب استفاده انواع متفاوتی دارند که مرسوم‌ترین آن‌ها عبارتند از:
- دستگاه فروش میان‌وعده، اسنک و نوشیدنی
- دستگاه فروش قهوه و نوشیدنی‌های گرم
- دستگاه فروش غذای تازه
- دستگاه فروش بستنی
- دستگاه فروش بلیط
- دستگاه فروش کتاب
- دستگاه فروش طعمه
- دستگاه فروش کاندوم و وسایل بهداشتی
- دستگاه فروش انواع پوشاک فوری
- دستگاه فروش غذای سالم
- دستگاه فروش خوراکی‌های محلی و سنتی
- دستگاه فروش نوشیدنی سفارشی
- دستگاه فروش تجهیزات بهداشت فردی (PPE)
- دستگاه فروش گجت‌های الکترونیکی ارزان قیمت
- دستگاه فروش گل و گیاه
- دستگاه فروش بازی‌های غیر الکترونیک
- دستگاه فروش صنایع دستی یا آثار هنری محلی

## برترین شرکت‌های دستگاه فروش  ایرانی
در سال ۵۷ در آستانه انقلاب، برای اولین بار تعدادی دستگاه فروش وارد کشور شد. در دهه هفتاد شرکت‌هایی مشغول واردات دستگاه فروش به صورت گسترده شدند و در نهایت در دهه هشتاد اولین دستگاه‌های فروش در ایران ساخته شد. در ادامه فهرستی از مهم‌ترین شرکت‌های دستگاه فروش ایرانی را مشاهده می‌کنید:
- شرکت فروشبان گستر ایرانیان فعال در زمینه فروش، راه اندازی، بهره‌برداری و تجهیز دستگاه‌های فروش[۶]
- شرکت تلوان از اولین شرکت‌های سازندهٔ دستگاه فروش در ایران[۷]
- گروه صنعتی آروکو با سابقه‌ترین تولیدکننده دستگاه فروش در ایران محسوب می‌شود که رکورددار بیشترین و متنوع‌ترین تولید است.
- شرکت مبین وندینگ که یکی از اول تولیدکنندگان دستگاه فروش تمام هوشمند آنلاین و با قابلیت سفارشی‌سازی متناسب با نیاز مشتری در مشهد و ایران می‌باشد[۸]
- شرکت کرون آرمان که در مشهد به ارائهٔ خدمات دستگاه فروش مشغول است
- شرکت تکنووندینگ که در اصفهان مشغول ارائه خدمات دستگاه فروش است[۹]
- شرکت رباتیک مدام، تولیدکننده دستگاه باریستای رباتیک قهوه

## جنبه‌های فنی دستگاه‌های فروش

### سازوکارهای توزیع
سازوکارهای توزیع، نقش اساسی در کارایی و تجربه کاربری دستگاه‌های فروش دارند. رایج‌ترین سازوکارها شامل سامانه‌های مارپیچی (Helix)، پدی (Pusher)، و کمربندی (Belt) هستند. سامانه مارپیچی به دلیل طراحی ساده و هزینه تولید پایین، در بسیاری از ماشین‌ها برای توزیع اقلام کوچک مانند تنقلات استفاده می‌شود. با این حال، برای محصولات شکننده مناسب نیست و احتمال گیر کردن کالا در آن بیشتر است. سامانه پدی، با استفاده از فشار مکانیکی دقیق، امکان توزیع اقلام با ابعاد و اشکال مختلف را فراهم می‌آورد و نسبت به گیر کردن مقاوم‌تر است. سامانه کمربندی که مبتنی بر نوار نقاله است، مناسب محصولات حساس مانند بطری‌های شیشه‌ای یا اقلام دارویی است، چراکه جابجایی ملایمی دارد و از آسیب به کالا جلوگیری می‌کند.

### سامانه‌های خنک‌کننده و کنترل دما
برای حفظ کیفیت و تازگی محصولات غذایی یا دارویی در وندینگ ماشین‌ها، استفاده از سامانه‌های سرمایشی از اهمیت بالایی برخوردار است. دو نوع اصلی این سامانه‌ها عبارتند از: کمپرسوری و ترموالکتریکی. سامانه‌های کمپرسوری از چرخه تبرید بهره می‌برند و قادرند دما را به سطح پایینی برسانند. این سامانه‌ها برای محیط‌های گرم و محصولاتی که به سرمای مداوم نیاز دارند، ایده‌آل هستند؛ اما انرژی بیشتری مصرف کرده و به تعمیرات دوره‌ای نیاز دارند. در مقابل، سامانه‌های ترموالکتریکی که بر پایه اثر پلتیر عمل می‌کنند، قطعات متحرک ندارند، صدای کمتری تولید می‌کنند و نگهداری آسان‌تری دارند، ولی توان خنک‌کنندگی آن‌ها محدودتر است. استفاده از عایق‌های حرارتی قوی، کمپرسورهای کم‌مصرف، و مدیریت هوشمند دما از طریق حسگرها، در بهینه‌سازی مصرف انرژی و پایداری این سامانه‌ها نقش دارند.

### مدارهای قدرت و کنترل
وندینگ ماشین‌ها به سامانه‌های الکترونیکی پیچیده‌ای متکی هستند که وظیفه تأمین و کنترل انرژی را برعهده دارند. این سامانه‌ها شامل مدارهای AC برای استفاده از برق شهری و مدارهای DC برای تغذیه اجزای حساس‌تر مانند نمایشگرها، موتورها، و حسگرها هستند. برای کاهش مصرف انرژی و افزایش کارایی، از فناوری‌هایی نظیر ترانسفورماتورهای کم‌اتلاف، دیودهای یک‌طرفه، خازن‌های پایدارساز و نیمه‌رساناهای توان بالا مانند MOSFET و IGBT استفاده می‌شود. همچنین، تکنیک‌های PWM (مدولاسیون پهنای پالس) به کنترل دقیق سرعت و توان موتورهای DC کمک می‌کنند. مدیریت هوشمند ولتاژ و جریان در این مدارها می‌تواند از نوسانات ناخواسته جلوگیری کرده و به افزایش طول عمر دستگاه‌ها کمک کند.

### فناوری‌های هوشمند و تحلیل داده
دستگاه‌های فروش مدرن از فناوری‌هایی مانند اینترنت اشیا (IoT)، حسگرهای محیطی، سامانه‌های پرداخت هوشمند و الگوریتم‌های یادگیری ماشین برای تحلیل رفتار مشتری و بهینه‌سازی عملیات استفاده می‌کنند. داده‌هایی که از تراکنش‌های خرید، میزان فروش، شرایط محیطی و وضعیت قطعات فنی جمع‌آوری می‌شوند، به کمک سامانه‌های ابری و الگوریتم‌های تحلیل داده، به صورت بلادرنگ پردازش می‌شوند. این تحلیل‌ها به اپراتورها کمک می‌کند موجودی را به‌درستی تنظیم کرده، نقاط پرفروش را شناسایی و تعمیرات پیشگیرانه انجام دهند. همچنین، قابلیت‌های پیشرفته‌ای مانند شناسایی چهره و شخصی‌سازی پیشنهادات برای مشتریان نیز در برخی مدل‌ها در حال توسعه است.

### ارتباطات از راه دور و پروتکل‌های ارتباطی
پیشرفت فناوری ارتباطات بین‌ماشینی (M2M) باعث شده دستگاه‌های فروش قابلیت ارتباط لحظه‌ای با سامانه‌های مدیریتی مرکزی را داشته باشند. پروتکل‌های سبک و بهینه‌ای مانند MQTT (Message Queuing Telemetry Transport) و CoAP (Constrained Application Protocol) برای انتقال داده‌ها بین دستگاه و سرور استفاده می‌شوند. این پروتکل‌ها برای دستگاه‌هایی با توان مصرفی پایین طراحی شده‌اند و امکان به‌روزرسانی سریع اطلاعات را فراهم می‌کنند. از سوی دیگر، مدیریت از راه دور توسط پلتفرم‌های ابری این امکان را می‌دهد که اپراتورها بتوانند از طریق اینترنت، وضعیت موجودی، تراکنش‌ها، قیمت‌گذاری، و عملکرد هر دستگاه را کنترل کنند. چالش‌هایی مانند نیاز به اتصال پایدار و مسائل امنیت داده‌ها نیز در این زمینه مطرح است که با استفاده از رمزنگاری (مانند SSL/TLS) و احراز هویت چندعاملی (MFA) تا حد زیادی قابل کنترل‌اند.

## نگارخانه

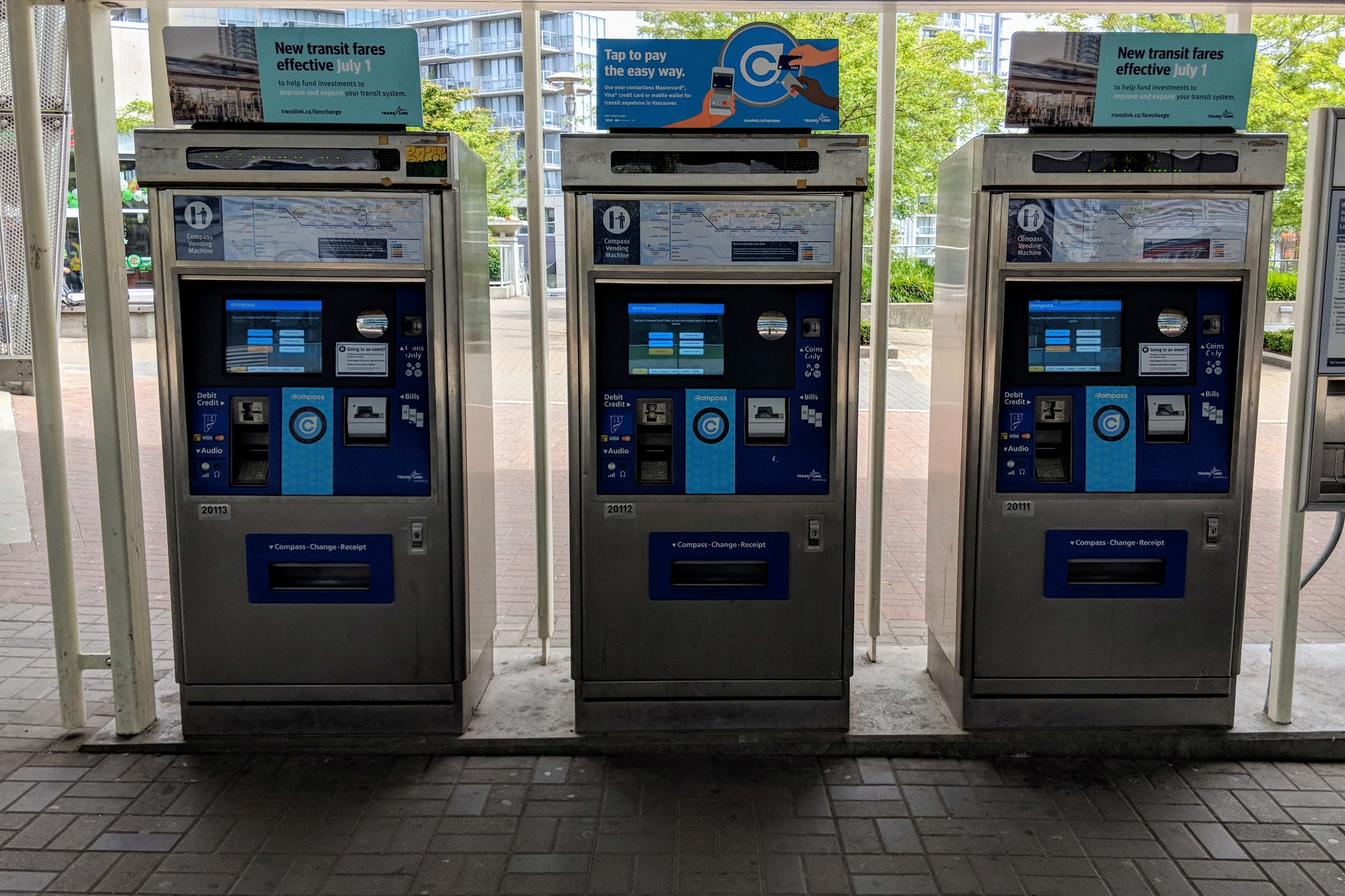
دستگاه فروش بلیط در یک ایستگاه راه آهن در مترو ونکوور، کانادا
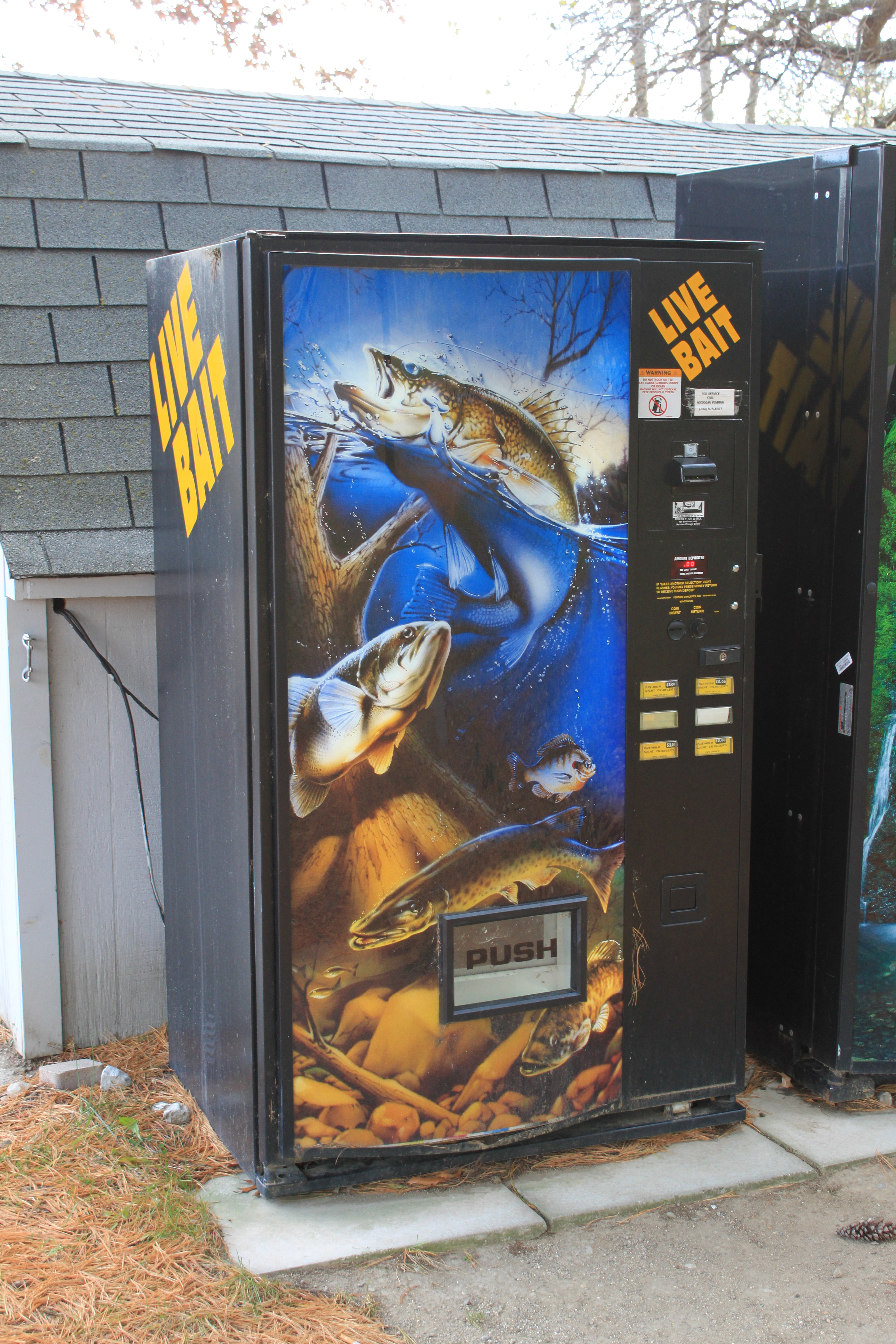
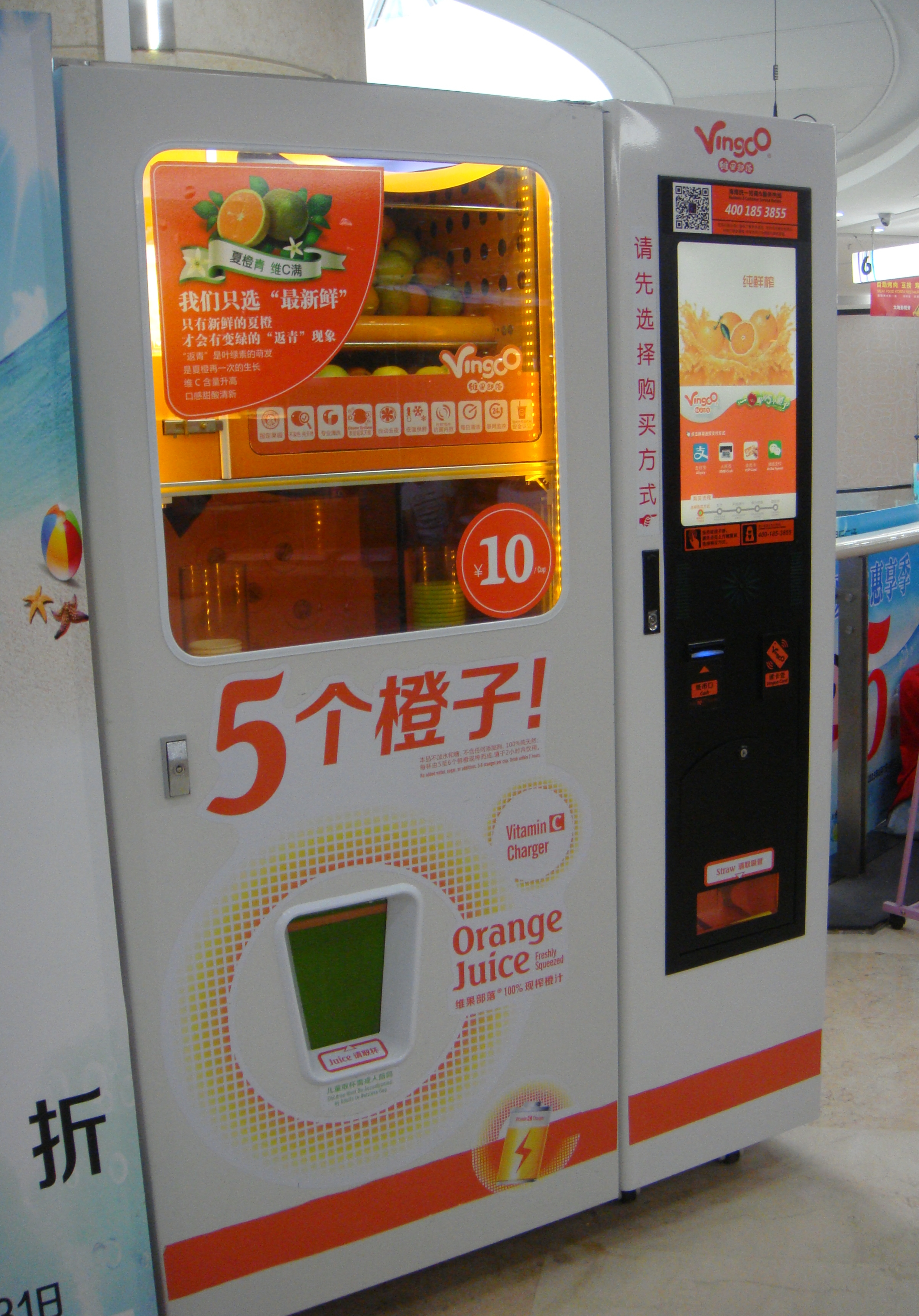
دستگاه فروش آب پرتقال
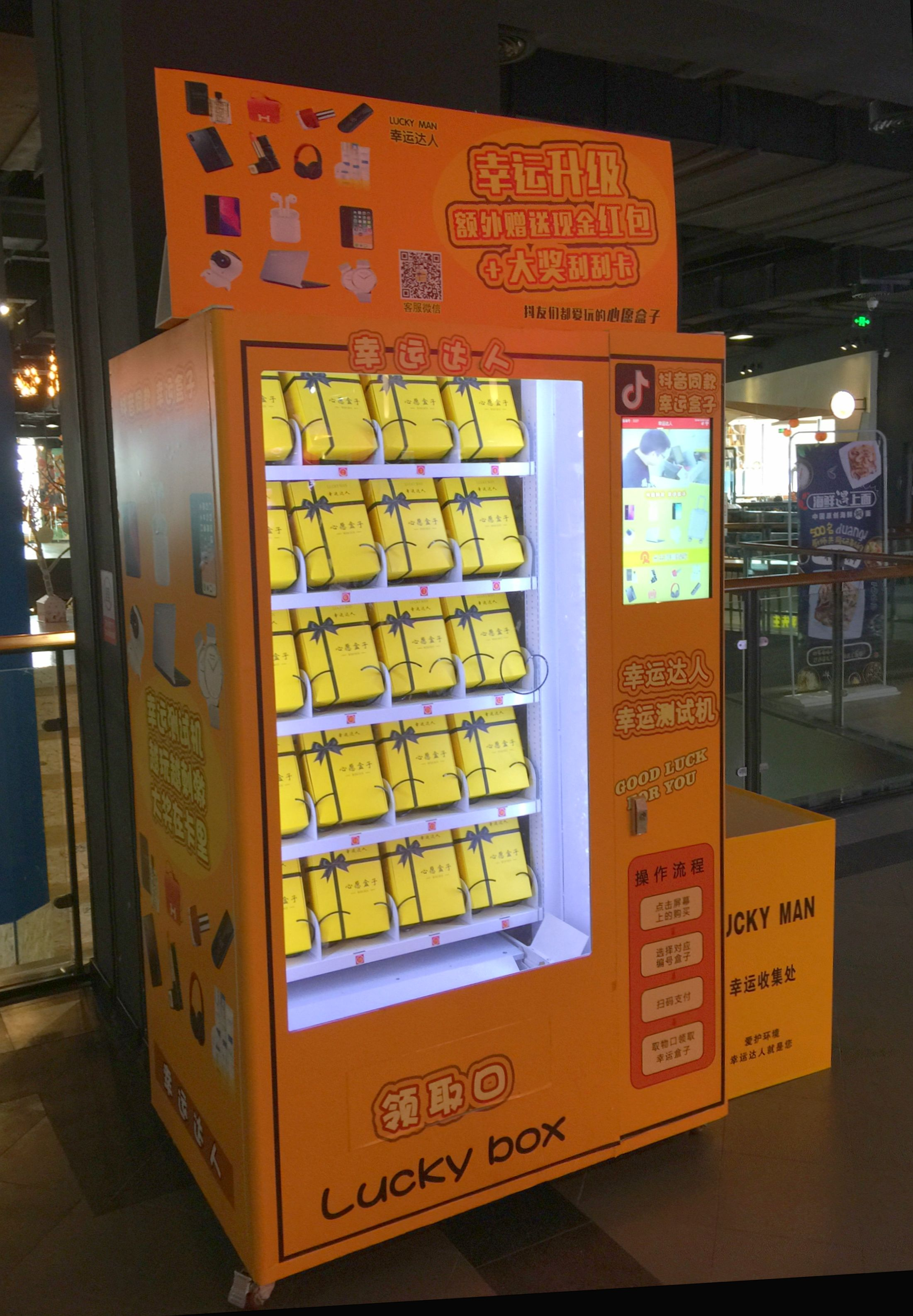
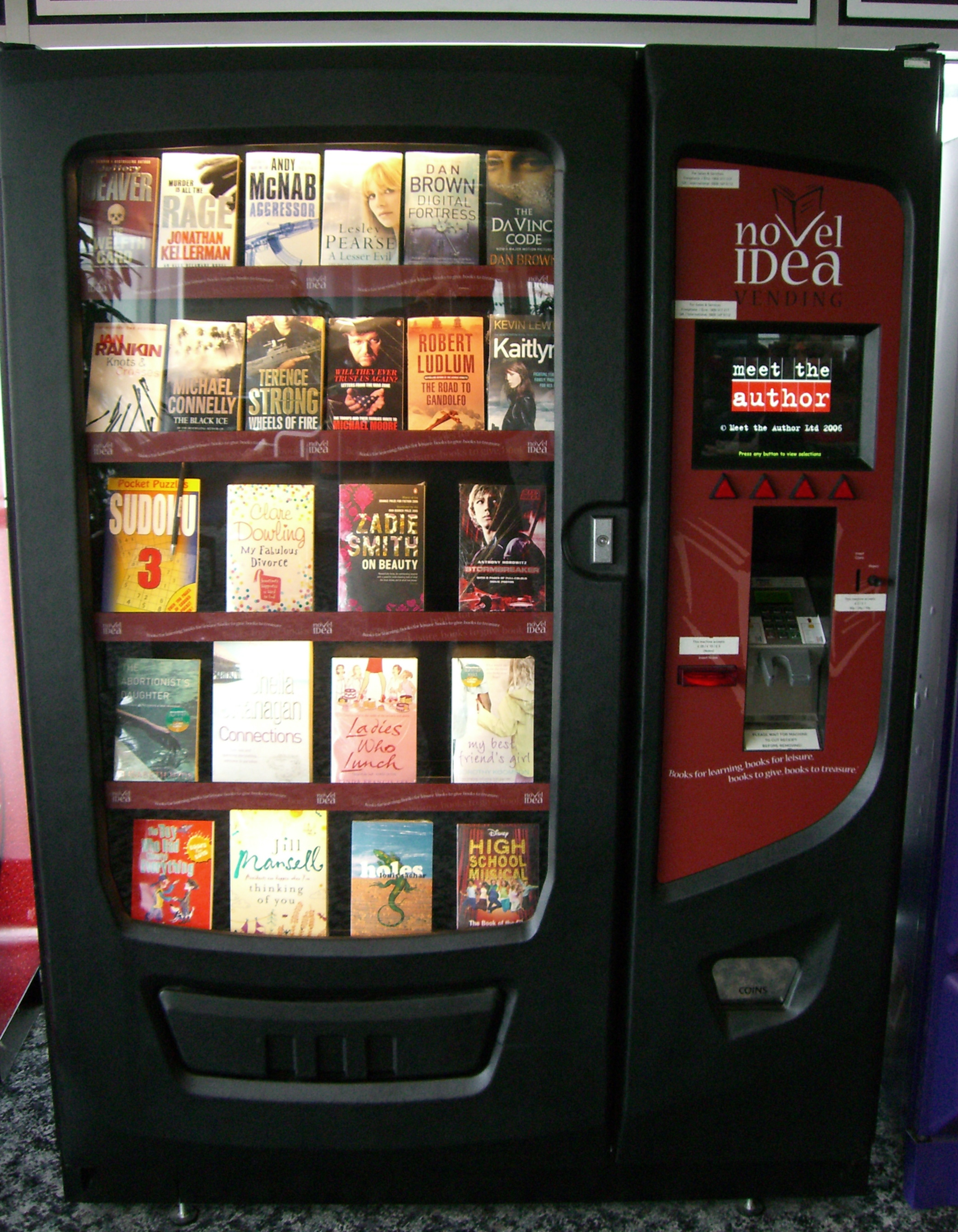